# Ludwig Fulda

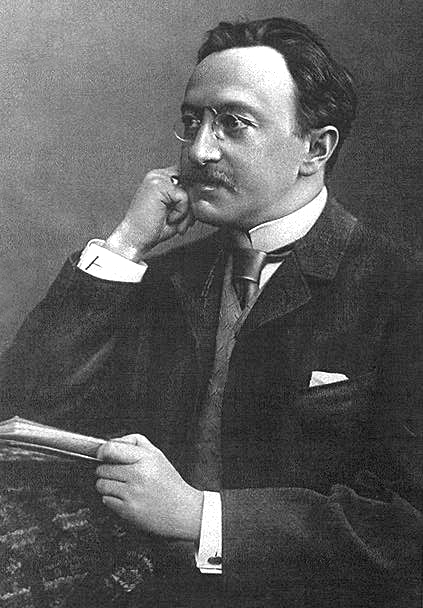
Ludwig Fulda

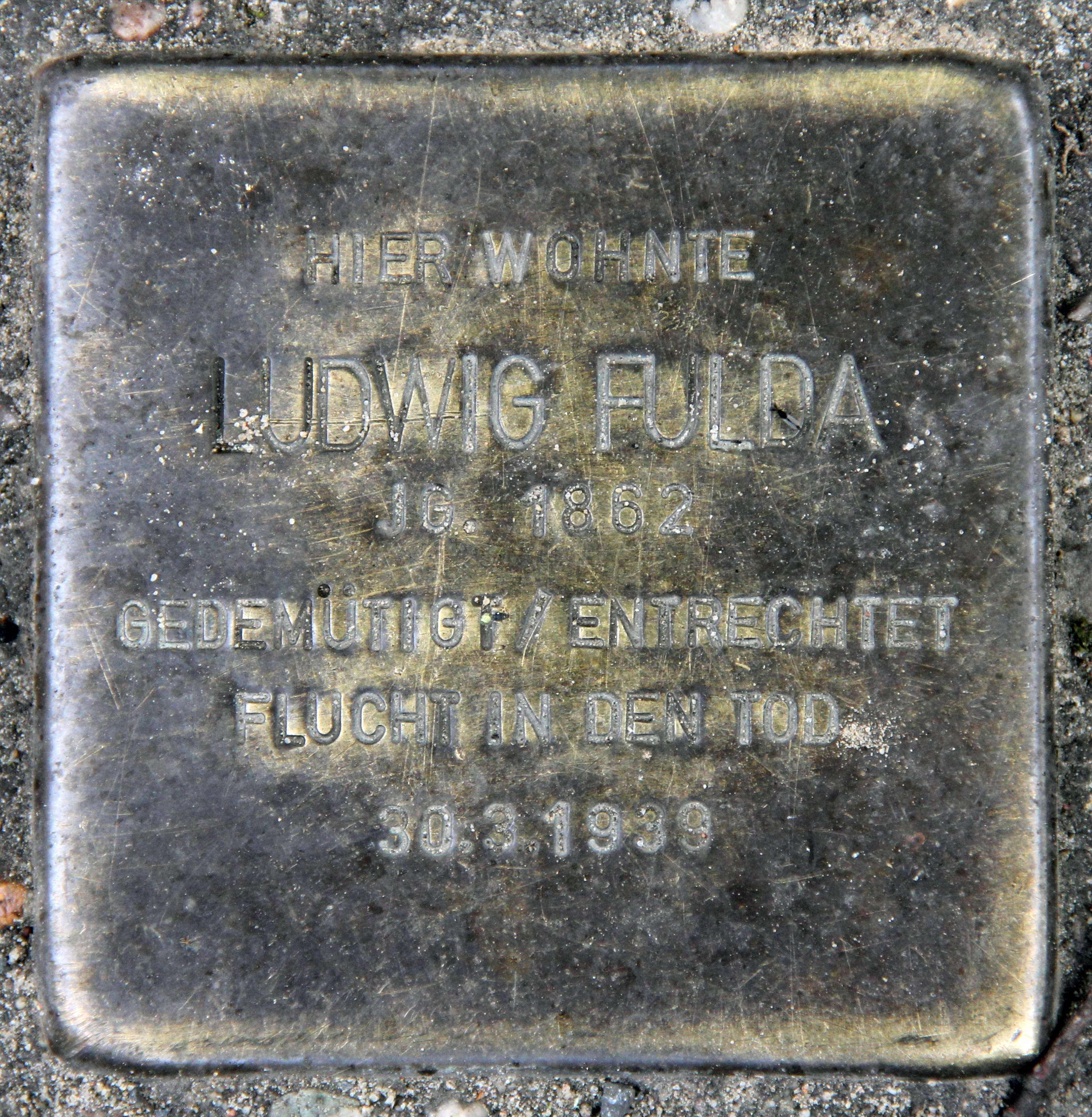
Stolperstein, Miquelstraße 86, in Berlin-Dahlem

Ludwig Anton Salomon Fulda (* 15. Juli 1862 in Frankfurt am Main; † 30. März 1939 in Berlin) war ein deutscher Bühnenautor und Übersetzer.

## Leben
Fulda entstammte einer seit 1639 in Frankfurt am Main ansässigen jüdischen Familie, deren Name bis 1852 Fuld lautete. Er war der Sohn des Kaufmanns Carl Hermann Fulda (1836–1917) und seiner Ehefrau Clementine, geb. Oppenheimer (1839–1916), Tochter des Kaufmanns und ersten jüdischen Stadtrats des Frankfurter Magistrats, Julius Philipp Oppenheimer (1812–1869).
Fulda besuchte das Philanthropin und ab 1874 das Städtische Gymnasium, wo er Schüler von Tycho Mommsen und Theodor Creizenach war. Nach ersten Schreibversuchen als Schüler begann seine schriftstellerische Laufbahn bereits während seines Studiums der Germanistik und Philosophie in Heidelberg als Mitarbeiter einer historisch-kritischen Dichterausgabe, nachdem er zunächst eine kaufmännische Ausbildung abgebrochen hatte. Nach dem Abschluss seines Studiums an den Universitäten von Berlin, Leipzig und Heidelberg wurde er 1883 promoviert. Im selben Jahr fand die Uraufführung seines ersten Lustspiels Die Aufrichtigen am Frankfurter Stadttheater statt. Ab 1884 lebte er als freier Schriftsteller in München, 1887 wieder in Frankfurt, 1888 bis 1894 in Berlin, danach wieder in München und ab 1896 schließlich dauerhaft in Berlin.
Mit seinem Freund Max Bernstein entwickelte er Vermarktungsstrategien für literarische Werke ebenso wie Möglichkeiten, die Zensur zu umgehen. 1886 organisierten die beiden die erste Aufführung von Henrik Ibsens Die Gespenster in Deutschland (in Augsburg) als offiziell nicht öffentliche Aufführung. In Anschluss daran gründete Fulda 1889 in Berlin zusammen mit Otto Brahm und Fritz Mauthner die Freie Bühne Berlin, deren Leitung er von 1898 bis zur Auflösung des Vereins 1901 innehatte.
1893 heiratete er in Frankfurt die Schauspielerin Ida Theumann. Die Ehe wurde 1903 geschieden. 1908 heiratete er, ebenfalls in Frankfurt, Helene Hermann (1879–1944), Tochter des Schauspielers Carl Hermann.
Ludwig Fulda schrieb vor allem Gedichte und Bühnenstücke und war auch als Übersetzer tätig. Er kämpfte unermüdlich für die Berufsinteressen der Schriftsteller, so als Mitbegründer und Leiter des Goethe-Bundes in Berlin gegen die Zensurbestrebungen der Lex Heinze und 1906 gegen die Verhaftung Maxim Gorkis nach dem Petersburger Blutsonntag. 1906 und 1913 unternahm er Vortragsreisen durch die Vereinigten Staaten auf Einladung der Germanistischen Gesellschaft. Er war 1908 Mitbegründer, langjähriger Vorsitzender (mindestens 1918–30) und zuletzt Ehrenpräsident (1930–33) des Verbands deutscher Bühnenschriftsteller und Bühnenkomponisten.
Von der nationalen Begeisterungswelle zu Beginn des Ersten Weltkrieges wurde auch Fulda erfasst. Zusammen mit Hermann Sudermann und Georg Reicke war er im Oktober 1914 einer der Verfasser des Aufrufs von 93 Gelehrten und Künstlern „An die Kulturwelt!“. Damit wollten Fulda und seine Kollegen ein Gegengewicht für die Pressemeldungen über die Grausamkeiten der deutschen Soldaten setzen, die sich bei der Besetzung Belgiens ereigneten. Während des Krieges arbeitete er im Aufklärungsdienst des Reichsmarineamts und verfasste zahlreiche Kriegsgedichte und -vorträge.
Nach Kriegsende stand er der Weimarer Republik loyal gegenüber und trat schon früh für eine Aussöhnung mit den Kriegsgegnern ein. Sein Eintreten für die Rechte von Autoren prädestinierte ihn für die Mitarbeit in der Preußischen Akademie der Künste, zu deren Gründungsmitgliedern der Sektion für Dichtkunst er 1926 gehörte. Er setzte sich maßgeblich für die Verlängerung der urheberrechtlichen Schutzfrist von 30 auf 50 Jahre ein. Von 1925 bis 1932 war er außerdem zusammen mit Karl Federn der erste Präsident des deutschen PEN-Clubs und ab 1926 Vorsitzender des Senats der Sektion für Dichtkunst in der Preußischen Akademie der Künste.
Zu seinem 70. Geburtstag im Sommer 1932 verlieh ihm Reichspräsident Paul von Hindenburg die Goethe-Medaille für Kunst und Wissenschaft. Die Stadt Frankfurt verlieh ihm in Anerkennung seiner Bühnenerfolge und seines Einsatzes für das Goethe-Haus und das Freie Deutsche Hochstift die Ehrenplakette. Weitere in- und ausländische Ehrungen folgten, zum Beispiel erhielt er im April 1933 als meistgespielter lebender deutschsprachiger Autor den Burgtheater-Ring.
Nach der nationalsozialistischen Machtergreifung versuchte Fulda, die Akademie vor der Gleichschaltung zu schützen und unterzeichnete am 16. März 1933 die von Gottfried Benn verfasste Loyalitätserklärung. Am 8. Mai 1933 wurde er als Jude aus der Sektion für Dichtkunst der Preußischen Akademie der Künste ausgeschlossen und am 12. Oktober 1935 aus der Reichsschrifttumskammer, was mit einem Publikationsverbot verbunden war. Seine Stücke, die 1932 noch 429 Aufführungen in Deutschland verzeichnet hatte, durften nicht mehr gespielt werden.

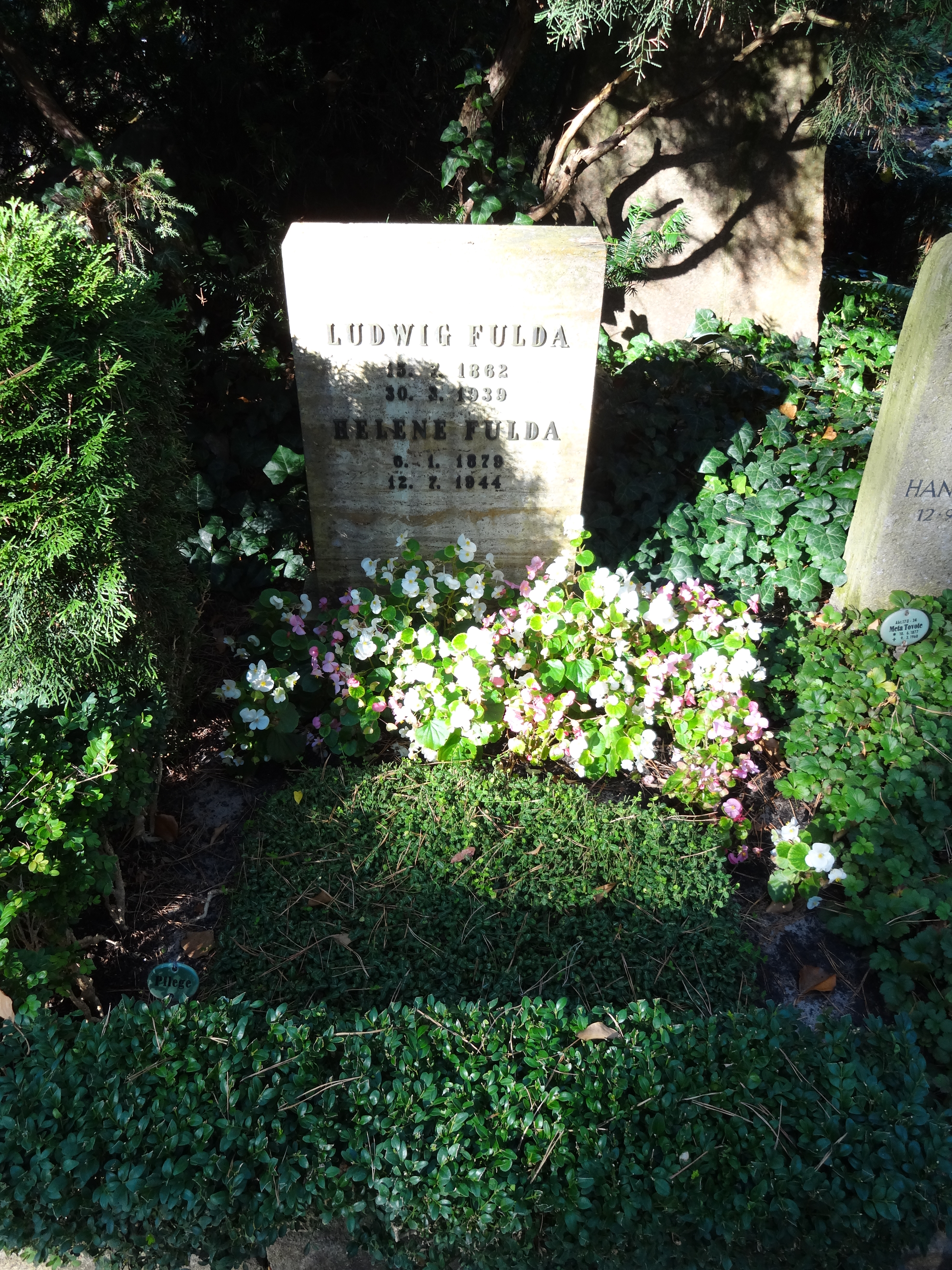
Grabstätte

Ab 1935 hielt er sich mit seiner Frau häufig in Frankreich und Italien auf, vor allem in seiner Sommervilla Haus Laurin am Karersee in Südtirol. 1937/38 verbrachte er den Jahreswechsel bei seinem in die USA ausgewanderten Sohn Karl Hermann Fulda in New Haven, musste jedoch nach Deutschland zurückkehren, wo man ihm am 16. September 1938 den Reisepass abnahm. Sein Vermögen wurde bereits im Frühsommer 1938 zu einem Viertel beschlagnahmt, außerdem wurde er nach den Novemberpogromen 1938 mit der Judenvermögensabgabe belegt. Trotz eines von seinem Sohn am 28. November 1938 bewirkten Affidavit und einer weiteren Bürgschaft von einem New Yorker Freund erhielt er kein Einreisevisum für die Vereinigten Staaten, weil die Aufnahmequote erschöpft war.
In Deutschland erhielt er Ausgehverbot und wurde gezwungen, den Vornamen Israel zu führen. Zwei Tage nachdem das Reichswirtschaftsministerium seine Bitte, den ihm verliehenen Burgtheater-Ring von der für alle Juden angeordneten Abgabe aller Wertgegenstände auszunehmen, am 28. März 1939 abgewiesen hatte, nahm er sich das Leben. Er starb am 30. März im Alter von 76 Jahren in Berlin und ist auf dem Waldfriedhof Dahlem bestattet. Sein Grab ist heute ein Ehrengrab der Stadt Berlin.

## Bedeutung
Ludwig Fulda gehörte von etwa 1888 bis 1932 zu den meistgespielten Bühnenautoren seiner Zeit mit engen Beziehungen zum literarischen Leben und zu den literarischen Institutionen vom Kaiserreich bis zur Weimarer Republik. Er schuf insgesamt 50 Bühnenstücke, davon 38 abendfüllende Schauspiele und zwölf Einakter, sowie 29 dramatische Übersetzungen in Vers und Prosa.
Sein erstes Trauerspiel Christian Günther wurde 1882 vom Frankfurter Stadttheater angenommen, aber nicht aufgeführt. Sein zweites Stück, das einaktige Lustspiel Die Aufrichtigen wurde von der Kritik nach der Uraufführung im Februar 1883 als „völlig talentlos“ bewertet. Erst mit dem 1886 in Augsburg uraufgeführten Einakter Unter vier Augen hatte er Erfolg bei Publikum und Kritik. 1888 wurde sein Lustspiel Die wilde Jagd in Berlin uraufgeführt und bald darauf auch am Wiener Burgtheater inszeniert. Als sein Hauptwerk gilt das am 4. Februar 1893 in Berlin mit Josef Kainz in der Hauptrolle uraufgeführte Märchenspiel Der Talisman. Es greift das Motiv des Märchens Des Kaisers neue Kleider von Hans Christian Andersen auf. Kaiser Wilhelm II. verhinderte 1893 die Auszeichnung Fuldas mit dem Schiller-Preis, weil er sich offenbar durch die Darstellung eines selbstherrlichen Monarchen parodiert fühlte. Seine größten Erfolge hatte Fulda noch vor der Jahrhundertwende. Das Lustspiel Jugendfreunde (1897) wurde an 824 Bühnen inszeniert, Die Zwillingsschwester (1901) an 624. Dieses Stück wurde auch ein internationaler Erfolg und zweimal in den USA verfilmt, 1925 und 1941 (Die Frau mit den zwei Gesichtern von George Cukor mit Greta Garbo in der Hauptrolle). Das Lustspiel Der Seeräuber (1912) lieferte die Vorlage für das Musical „The Pirate“ (dt. „Der Pirat“) von Samuel Nathaniel Behrman und Cole Porter, das Vincente Minnelli 1948 mit Judy Garland und Gene Kelly verfilmte.
Fulda orientierte sich stilistisch meist an Vorbildern, so in seinen ersten Stücken noch an Roderich Benedix, später an Oscar Blumenthal, ab Anfang der 1890er Jahre am Naturalismus. Als Übersetzer von Werken der Weltliteratur aus sieben Sprachen ins Deutsche hat er sich bleibende Verdienste erworben. Er übersetzte unter anderem Werke von Molière, Beaumarchais, Goldoni, Calderón, Tirso de Molina, Lope de Vega, Ibsen und Jacques Offenbach. Bis heute viel gespielt ist seine Übertragung des Cyrano de Bergerac von Edmond Rostand.
Durch seine maßgebliche Beteiligung am Aufruf von 93 prominenten Gelehrten und Künstlern 'An die Kulturwelt!' im September 1914 leistete er einen viel beachteten Beitrag zur Propaganda im Ersten Weltkrieg.
Fulda erhielt zahlreiche Preise und Auszeichnungen. Sein Name ist auf der 2005 angebrachten Gedenktafel der Städtischen Bühnen Frankfurt für ihre der nationalsozialistischen Verfolgung zum Opfer gefallenen Angehörigen verzeichnet. 2010 verlegte der Künstler Gunter Demnig einen Stolperstein vor seinem letzten Wohnhaus in der Miquelstraße 86 in Berlin-Dahlem. Nach ihm ist der Ludwig-Fulda-Weg in Frankfurt-Riedberg benannt.
Seinen Nachlass stiftete sein Sohn 1955 dem Freien Deutschen Hochstift.

## Werke (in Auswahl)
- Die Aufrichtigen, Lustspiel, 1883
- Satura. Grillen und Schwänke. Reißner, Leipzig 1884. (Digitalisat)
- Das Recht der Frau, Lustspiel, 1886
- Unter vier Augen, Lustspiel, 1887 (= Reclams Universal-Bibliothek, Nr. 2300)
- Die wilde Jagd ..., 1888
- Gedichte, 1890
- Die Aufrichtigen, Lustspiel, 1890
- Das verlorene Paradies, Schauspiel, 1892; verfilmt 1917 Regie: Bruno Rahn oder Harry Fredall
- Der Talisman, Dramatisches Märchen, 1893
- Robinsons Eiland, Komödie, 1896
- Fräulein Wittwe, Lustspiel, 1896
- Lästige Schönheit, Dramatisches Gedicht, 1897
- Der Sohn des Kalifen, 1897
- Jugendfreunde, 1898
- Herostrat, Tragödie, 1898
- Die Zeche, Schauspiel, 1899
- Neue Gedichte, 1900
- Schlaraffenland, Märchenschwank, 1900
- Die Zwillingsschwester, Lustspiel, 1901; verfilmt 1925 (Die Zwillingsschwester) und 1941 (Die Frau mit den zwei Gesichtern)
- Kaltwasser, Lustspiel, 1902
- Prolog zur Einweihung des neuen Frankfurter Schauspielhauses am 1. November 1902
- Aus der Werkstatt. Studien und Anregungen, 1904
- Schiller und die neue Generation, Vortrag, 1904
- Maskerade, Schauspiel, 1904
- Der heimliche König, romantische Komödie, 1906
- Amerikanische Eindrücke, 1906
- Der Dummkopf, Lustspiel, 1907; verfilmt 1920 Regie: Lupu Pick
- Das Exempel, 1909
- Sieben Einakter ..., 1909
- Herr und Diener, 1910
- Aladdin und die Wunderlampe, 1912
- Der Seeräuber, 1912; Vorlage für das Filmmusical Der Pirat (1948)
- Deutsche Kultur und Ausländerei, 1916
- Der Lebensschüler, Schauspiel, 1916
- Die Richtige, 1918
- Das Wundermittel, 1920
- Der Vulkan, Lustspiel, 1922
- Die Geliebte, Komödie, 1923
- Die Gegenkandidaten, Komödie, 1924
- Die Durchgängerin, Lustspiel, 1925
- Bunte Gesellschaft, 1927
- Die Reform des Urheberrechtes, 1928
- Die verzauberte Prinzessin, 1930
- Die Karriere, Ein Stück in fünf Stationen, 1932. UA 3. Juni 1932 Dresden (Staatliches Schauspielhaus)

### Übersetzungen
- Molière: Der Tartueff, 1890
- Molière: Meisterwerke, 1892
- Pierre Augustin Caron de Beaumarchais: Figaros Hochzeit oder der tolle Tag, 1897
- Edmond Rostand: Cyrano von Bergerac, 1898
- Henrik Ibsen: Peer Gynt, 1916
- Die gepuderte Muse. Französische Verserzählungen des Rokoko. Deutsche Übertragung. Propyläen-Verlag, Berlin 1922.

### Briefausgaben
- Ludwig Fulda. Briefwechsel 1882–1939. Zeugnisse des literarischen Lebens in Deutschland. 2 Bde., hrsg. v. Bernhard Gajek u. Wolfgang von Ungern-Sternberg. Lang, Frankfurt am Main u. a. 1988, ISBN 3-8204-1258-1 (= Regensburger Beiträge zur deutschen Sprach- und Literaturwissenschaft; Reihe A/Quellen; 4).